# Youssef Zouaoui
Youssef Zouaoui (ar. يوسف الزواوي; ur. 11 września 1946 w Bizercie) – tunezyjski piłkarz grający na pozycji napastnika, a następnie trener piłkarski.

## Kariera klubowa
Całą swoją karierę piłkarską Zouaoui spędził w klubie CA Bizertin, w którym grał w latach 1963–1977.

## Kariera reprezentacyjna
Po zakończeniu kariery piłkarskiej Zouaoui został trenerem. W swojej karierze prowadził kluby z Tunezji takie jak CA Bizertin (siedmiokrotnie), Club Africain (dwukrotnie), Espérance Tunis (trzykrotnie) i Stade Tunisien. Pracował też w Zjednoczonych Emiratach Arabskich prowadząc Nadi asz-Szarika (dwukrotnie), Nadi asz-Szab i Shabab Al-Ahli Dubaj, a także w Arabii Saudyjskiej w klubie Al Qadsiah FC.
W karierze trenerskiej wywalczył cztery mistrzostwa Tunezji: z CA Bizertin w sezonie 1983/1984 i z Espérance w sezonach 1997/1998, 1998/1999, 1999/2000 i 2000/2001. Zdobył Puchar Tunezji, w 1987 z CA Bizertin i w 1999 roku z Espérance. Wraz z Espérance zdobył też Puchar CAF w 1997 i Puchar Zdobywców Pucharów w 1998. W 1993 roku wraz z Club Africain wygrał Klubowe Mistrzostwa Afro-Azjatyckie, a w 2002 roku ze Stade Tunisien Arabski Puchar Zdobywców Pucharów.
Zouaoui trzykrotnie był selekcjonerem reprezentacji Tunezji. Pracował w niej w latach 1984–1986, 1993–1994 i 2002. W 1994 roku poprowadził ją w Pucharze Narodów Afryki 1994, jednak Tunezja nie wyszła wówczas z grupy przegrywając 0:2 z Mali i remisując 1:1 z Zairem (1:1).